# Mieczysław Bień (generał)

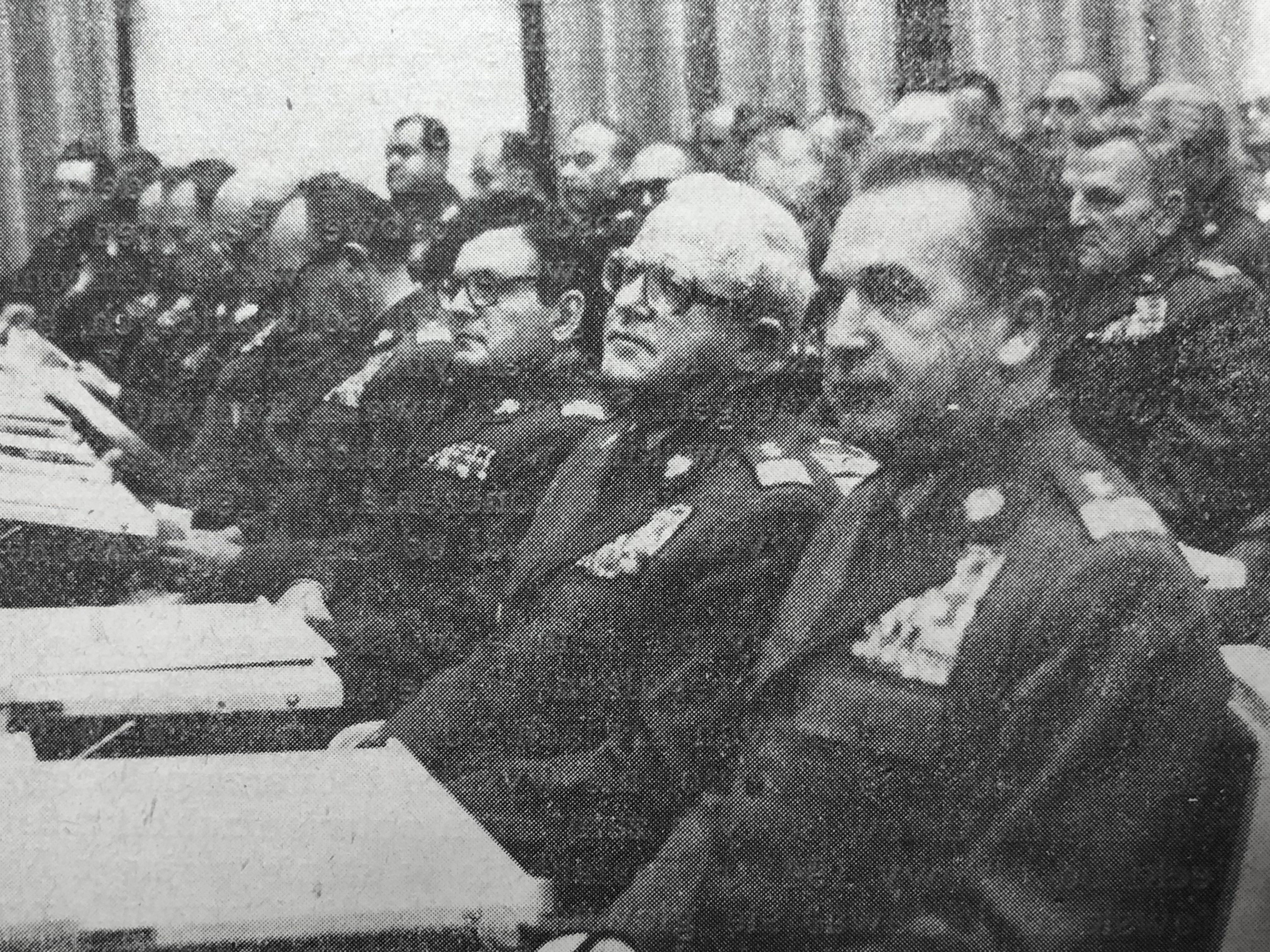
Konferencja naukowa z okazji 40-lecia LWP, październik 1983, od prawej: gen. Tadeusz Szaciłło, gen. Antoni Jasiński, gen. Mieczysław Bień.

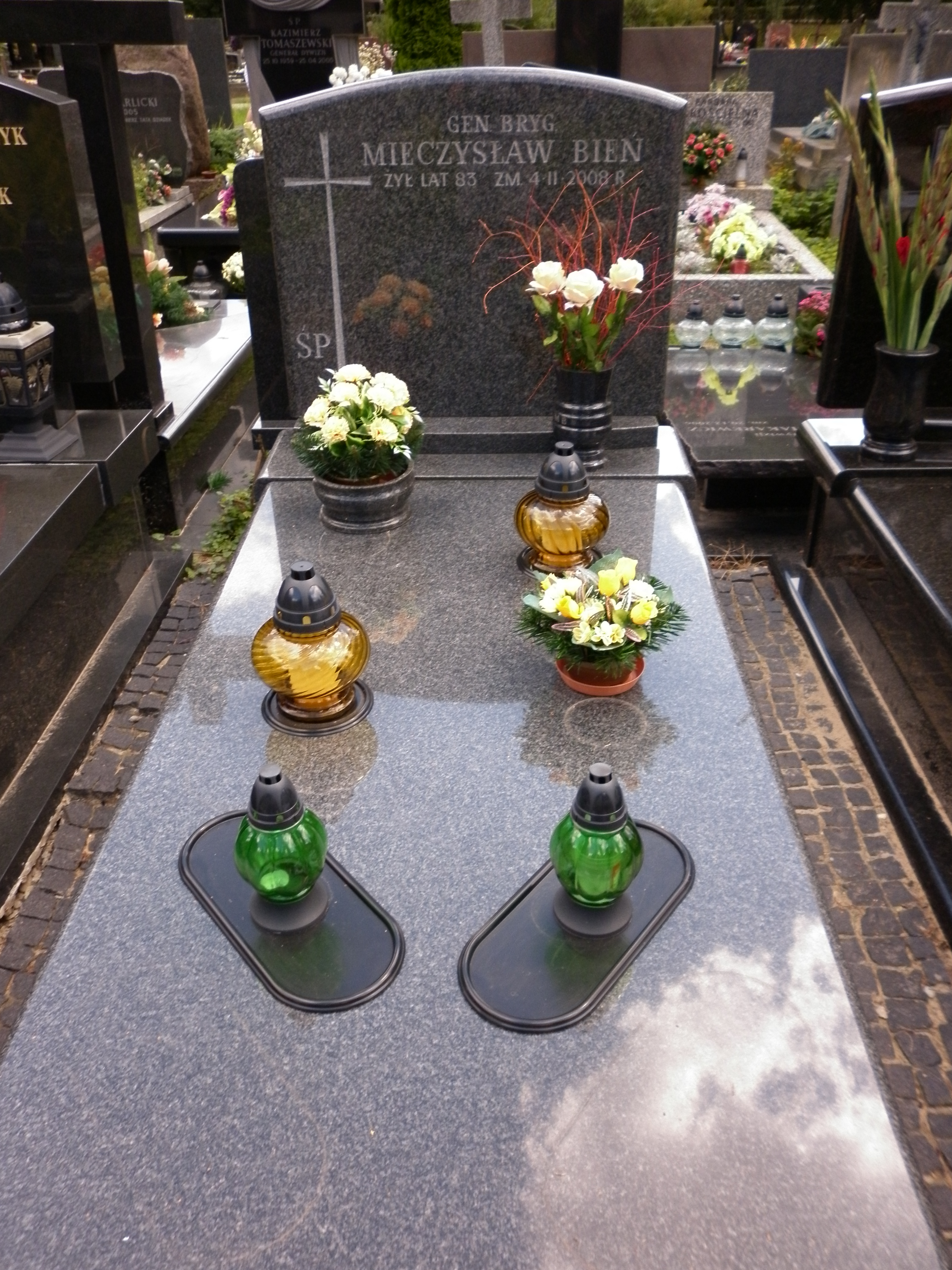
Grób generała Mieczysława Bienia na Wojskowych Powązkach

Mieczysław Bień (ur. 27 maja 1924 w Wygodzie koło Janowa Podlaskiego, zm. 4 lutego 2008 w Warszawie) – profesor doktor habilitowany nauk wojskowych, generał brygady Wojska Polskiego, komendant Akademii Sztabu Generalnego WP (1956-1964)

## Życiorys
Przed wybuchem wojny w 1939 ukończył Gimnazjum w Leśnej Podlaskiej. Po wybuchu wojny niemiecko-sowieckiej w 1941 został wraz z pracownikami stadniny w Janowie Podlaskim deportowany w głąb ZSRR. 20 sierpnia 1943 wstąpił do 2 Dywizji Piechoty im. Jana Henryk Dąbrowskiego. W październiku 1944, po ukończeniu Szkoły Oficerskiej został promowany do stopnia podporucznika w korpusie oficerów piechoty. Po promocji został przydzielony do 27 Pułku Piechoty, gdzie służył na stanowisku oficera operacyjnego w sztabie pułku. Pułk ten wchodził w skład 10 Dywizji Piechoty 2 Armii Wojska Polskiego. Przeszedł szlak bojowy tej dywizji w 1945, aż do zakończenia wojny.
Po zakończeniu wojny służył na stanowisku szefa wydziału III w sztabie 4 Dywizji Piechoty im. Jana Kilińskiego w Kaliszu. W grudniu 1947 rozpoczął studia w Akademii Sztabu Generalnego WP w Rembertowie. Po ukończeniu I roku studiów w maju 1948 został słuchaczem Wyższej Akademii Wojskowej im. Klimenta Woroszyłowa w Moskwie. Należał do pierwszej grupy oficerów ludowego Wojska Polskiego skierowanych na studia w tej uczelni. Studiował razem z przyszłymi generałami Zygmuntem Huszczą, Stanisławem Okęckim i Czesławem Waryszakiem. Studia ukończył w 1951 awansując do stopnia podpułkownika.
Po powrocie do kraju objął stanowisko wykładowcy w Akademii Sztabu Generalnego WP. W październiku 1955 został zastępcą komendanta ASG do spraw naukowych. 14 lipca 1956 na mocy zarządzenia Prezesa Rady Ministrów awansowany został na stopień generała brygady. Miał wówczas 32 lata i 2 miesiące i był najmłodszym generałem w Wojsku Polskim. 26 listopada 1956 wyznaczony został na stanowisko komendanta ASG i pozostawał na tym stanowisku do 15 stycznia 1964, kiedy to przekazał obowiązki gen. dyw. Józefowi Kuropiesce. Służąc w ASG uzyskał stopień doktora nauk wojskowych i doktora habilitowanego nauk wojskowych. Tytuł profesora nadzwyczajnego nauk wojskowych otrzymał na mocy uchwały Rady Państwa PRL w lipcu 1960.
W następnych latach był m.in. szefem sztabu Pomorskiego Okręgu Wojskowego (1964–1965), a przez wiele lat inspektorem do spraw naukowo-badawczych – zastępcą szefa Zespołu Naukowego Sztabu Generalnego WP. Od 30 czerwca 1986 w stanie spoczynku.
Pochowany na Cmentarzu Wojskowym na Powązkach w Warszawie (kwatera FII-3-9).

## Ordery i odznaczenia
- Order Sztandaru Pracy II klasy (1963)
- Krzyż Srebrny Orderu Virtuti Militari
- Krzyż Oficerski Orderu Odrodzenia Polski (1958)
- Srebrny Medal „Zasłużonym na Polu Chwały”
- Medal za Odrę, Nysę, Bałtyk (1946)
- Medal 10-lecia Polski Ludowej
- Medal 30-lecia Polski Ludowej
- Medal 40-lecia Polski Ludowej
- Medal Zwycięstwa i Wolności 1945
- Złoty Medal „Siły Zbrojne w Służbie Ojczyzny”
- Srebrny Medal Siły Zbrojne w Służbie Ojczyzny
- Brązowy Medal Siły Zbrojne w Służbie Ojczyzny
- Srebrny Medal „Za zasługi dla obronności kraju” (1969)
- Brązowy Medal „Za zasługi dla obronności kraju”
- Odznaka Kościuszkowska
- inne odznaczenia

## Życie prywatne
Był synem Ignacego, pracownika stadniny koni arabskich w Janowie Podlaskim i Aleksandry z domu Seheńczuk. Mieszkał w Warszawie. Był żonaty z Mieczysławą z domu Dąbrowską (1924-2017), miał córkę.